# مون اویی-جائه
مون اویی-جائه (به هانگول: 문의제؛ به هانجا: 文儀濟؛ زادهٔ ۱۰ فوریهٔ ۱۹۷۵) کشتی‌گیر پیشین اهل کره جنوبی است که در دسته‌های ۷۶ و ۸۴ کیلوگرم کشتی آزاد رقابت می‌کرد. او برندهٔ دو مدال نقره بازی‌های المپیک (۲۰۰۰ و ۲۰۰۴)، دو مدال طلای بازی‌های آسیایی (۱۹۹۸ و ۲۰۰۲) و نیز دو مدال نقرهٔ مسابقات قهرمانی کشتی جهان (۱۹۹۸ و ۲۰۰۱) است. اویی-جائه همچنین برندهٔ یک مدال طلا (۱۹۹۷) و یک نقره (۲۰۰۴) از مسابقات قهرمانی کشتی آسیا است.